# خوسيه دانيال كارينيو
خوسيه دانييل كارينيو إزكييردو (بالإسبانية: José Daniel Carreño Izquierdo) (1 مايو 1963 -)، هو مدرب كرة قدم من الأوروغواي، يدرب حالياً نادي الوِحدة السعودي، ويعرف بلقب (إل كريسبو وتعني بالإسبانية المجعد) لعب كارينيو معظم مسيرته الكروية كمهاجم في نادي مونتيفيديو واندررز، ولعب أيضا في نادي لنس ونادي ناسيونال الذي فاز معه بكأس الإنتركونتيننتال وكأس ليبرتادوريس. 
آخر بطولاته التي حققها كمدرب كانت في عام 2013-2014 مع نادي النصر السعودي :
- 1- بطولة الدوري للمحترفين بـ 65 نقطة .
- 2- كأس ولي العهد للمحترفين .
- 3- بطولة بني ياس الدولية ."

## وصلات خارجية
- جوزيه دانيال كارينيو على موقع الاتحاد الأوربي (الإنجليزية)
- جوزيه دانيال كارينيو على موقع قاعدة بيانات كرة القدم.إي يو (الإنجليزية)
- جوزيه دانيال كارينيو على موقع عالم كرة القدم.نت (الإنجليزية)